# Северо-восточный археологический и этнографический институт
Северо-восточный археологический и этнографический институт (аббревиатура СВАИЭИ) существовал в 1917—1921 годах в Казани. Положение о его открытии было утверждено Министерством народного просвещения ещё в ноябре 1916 года: планировалось готовить археологов, археографов и этнографов высшей квалификации при одновременном проведении научных исследований. Первым директором являлся С. П. Покровский (в 1917—1918 годах), далее его сменил М. В. Бречкевич. В число ведущих преподавателей входили Н. Ф. Катанов и С. Е. Малов, а также Н. В. Никольский, также работали лекторы Казанского университета и Казанской духовной академии. Учебное заведение носило общедоступный характер, число студентов колебалось от 100 до 200 человек, в том числе около 20 татар и до 30 представителей коренных народов Поволжья. Занятия проводились в вечернее время. С 1919 года Институту было передано руководством архивным делом в Казанской губернии, благодаря попечению К. В. Харламповича и И. А. Стратонова удалось спасти архивы губернских и городских учреждений и Духовной академии после её закрытия. В июле 1921 года учреждение было преобразовано в Восточную академию, подчинявшуюся Татреспублике. В свою очередь, эта Академия вошла в состав Восточного педагогического института.

## История. Административная структура и образовательная деятельность
В начале XX века в России существовали два частных Петербургский и Московский археологических института, которые не могли обеспечить подготовку профессиональных кадров в масштабах всего государства. Автором проекта Казанского археологического института был профессор-правовед Императорского университета С. П. Покровский. Структура и даже название мыслились по аналогии с Московским, и разрабатывались с 1916 года, при учёте того, что основатель был убеждённым сторонником создания национальных научных кадров. На организационном собрании 16 февраля 1917 года практически все участники были преподавателями Казанского университета, археологом был единственный Н. Ф. Высоцкий.
4 октября 1917 года учреждение было официально открыто под название Северо-Восточного археологического института, однако приём слушателей продолжался до 15 октября. Однако почти сразу в названии появился термин «этнографический», в связи с полиэтничностью населения Казани и бурного роста национального самоопределения в Поволжье. В результате возник СВАИЭИ, целью деятельности которого была названа подготовка специалистов, «способных разбираться в местных древностях, этнографии и архивах и объединения в своем составе всех содействующих изучению древностей Северо-Востока России».
В структурном отношении Институт состоял из четырёх отделений: археографического, археологического, этнографического и восточного. Последнее открылось позже всех, к 26 мая 1919 года. Отчасти, это стало следствием исхода из Казани в 1918 году профессуры, поддержавшей белогвардейцев и белочехов. В их число входил первый директор института, уехавший в Иркутск. Сроки обучения были различными: на археологии и археографии — три года, по этнографическому профилю — четыре. Плата за обучение предусматривалась в 40 рублей за семестр; эта сумма могла вноситься также организациями и учреждениями. Уже в 1918 года в документах сообщается, что плату вносила губернская земская управа. Набор студентов осуществлялся на основе личного заявление и иногда носило формальный характер. Остро стоял и вопрос об образовательном цензе для абитуриентов, о чём шла дискуссия на Совете СВАИЭ, состоявшемся через три дня после открытия, 7 октября 1917 года. В результате в институте оказывались лица с самым разным жизненным опытом: выпускники гимназий Казани и Нижнего Новгорода, гимназии для взрослых, реального училища, Казанского университета (юристы и филологи), слушатели миссионерских курсов, и так далее. Был как минимум один иностранный подданный — пленный Лука Филиппович, находившийся на попечении Австро-Венгерской миссии. В численном отношении количество студентов на археологическом отделении в 1917—1918 учебном году составляло на 1 курсе: 13 мужчин и 3 женщины; 2 курсе — 4 мужчин, 6 женщин; на 3 курсе — 12 мужчин и 6 женщин. В 1920 г. археологическое отделение окончило 15 человек, при этом была возможность обучаться одновременно на нескольких отделениях. Студенты были представлены и в институтском Совете.
Учебный план был предельно насыщенным: на 1918—1919 годы он включал древнюю историю, историю русского языка, географию, антропологию, введение в общее языкознание, историю России, юридические древности, историю русского искусства, историю политических учений, первобытную археологию и так далее. Реальных археологических раскопок не проводилось вовсе. Из востоковедческих дисциплин преподавались: арабский язык, финно-угорское и тюрко-татарское языкознание, тюрко-монгольские древности, мусульманское искусство и прочее. Оплата труда преподавателей зависела от категории. Профессор получал жалованья 2400 рублей при нагрузке 6 лекций в неделю. Летом 1919 года был объявлен всероссийский конкурс на вакантную должность профессора первобытной археологии. Немало коррективов внесла революционная эпоха: в сентябре 1918 года исполняющий обязанности директора М. В. Бречкевич докладывал, что учебный процесс на грани срыва, поскольку не хватает учебной мебели, закупить которую невозможно, вдобавок, обещанная правительственная субсидия не поступала. Директор также указывал, что поскольку в Казани введён комендантский час после 21 часа, необходимо переместить занятия на утро, когда большинство преподавателей были заняты по основному месту работы в университете. В результате занятия стали проводиться с 16 до 20 часов, а с 1919 года лекции были сокращены до 40 минут. Ввиду жизненных трудностей и недостатка учебников было удовлетворено ходатайство студентов о сокращении числа переводных экзаменов. В 1920 году увеличилась смертность студентов и преподавателей от сыпного тифа.
Осенью 1920 года М. В. Бречкевич, Б. Н. Вишневский, Г. Ш. Шараф, А. Максудов и М. Г. Худяков выступили с инициативой о преобразовании Северо-Восточного археологического и этнографического института под эгидой Наркомпроса Татерспублики в Восточную академию. Эта инициатива преследовала цель «избавиться от тех преподавателей, чья предшествующая деятельность и взгляды не соответствовали современному политическому курсу, или, как тогда говорили, от реакционных и миссионерских элементов» и получила поддержку Совнаркома республики. Однако процесс растянулся, и лишь 11 июня 1921 года нарком просвещения потребовал в двухдневный срок сдать всё имущество и делопроизводство.